# Trichomycterus diabolus
Trichomycterus diabolus är en fiskart som beskrevs av Bockmann, Casatti och De Pinna 2004. Trichomycterus diabolus ingår i släktet Trichomycterus och familjen Trichomycteridae. Inga underarter finns listade i Catalogue of Life.